# Romeinse namen
Romeinse namen (Latijn: nomina, enkelvoud nomen) bestonden uit twee of drie delen (tria nomina, een Etruskisch gebruik): een praenomen (cf. voornaam), een nomen gentile (cf. familienaam) en een cognomen (primum) (cf. bijnaam). Soms kwam hierbij nog een vierde deel, een agnomen (of cognomen secundum) die men op basis van persoonlijk eigenschappen of verdiensten tijdens zijn leven kreeg. Daarnaast kon ook de naam van een Romein zijn tribus in de ablatief toegevoegd worden.
Bij adoptie werd de oorspronkelijk nomen gentile vaak geadjectiveerd en toegevoegd aan hun nieuwe nomen. Zo kreeg Gaius Octavius na zijn adoptie bij testament door Gaius Julius Caesar de naam Gaius Julius Caesar Octavianus, wat zoveel wil zeggen als "Gaius Julius Caesar van (de gens) Octavius". Nadat hij in 27 v.Chr. zijn consulaat had afgelegd werd zijn filiatieaanduiding Octavianus vervangen door de religieus beladen agnomen Augustus. Ook titels werden soms opgenomen in namen, zoals onder meer de titel van imperator, overwinnaar.
De afkomst van een Romein kon worden afgeleid van zijn naam. Als iemand een tweeledige naam had ging het om een plebejer. Een voorbeeld van zo'n plebejische Romein is de beroemde militair Gaius Marius. Indien een Romein een cognomen, soms vergezeld van een agnomen had, was hij een patriciër en afkomstig uit een familie die al enige generaties leden aan de Senaat leverde. Gaius Julius Caesar is zo'n Romeins patriciër, die het cognomen Caesar had geërfd van zijn vader, die ook Gaius Julius Caesar heette.
Omdat het weleens voorkwam dat er Romeinen met dezelfde naam rondliepen, werd er een onderscheid gemaakt door de toevoeging maior ("de oudere") en minor ("de jongere"). Indien er echter meer dan twee personen met dezelfde naam waren, vermeldde men (praenomen van vader) filius ("zoon") (bv. Gaius Plinius Caecilius Secundus minor noemde zich na zijn adoptie door zijn oom Gaius Plinius Secundus maior Gaius Plinius Luci filius Caecilius Secundus).

## Praenomina
Appius - Aulus - Decius - Decimus - Drusus - Flavius - Gaius - Gnaius - Kaeso - Lucius - Mamercus - Manius - Marcus - Numerius - Octavius -Octavianus- Primus - Publius - Quintus - Secundus - Septimus - Sergius - Servius - Sextus - Spurius - Tertius - Tiberius - Titus

## Nomina gentilia (gentes)
gens Aelia - gens Aemilia - gens Antonia - gens Asinia - gens Atilia - gens Aurelia - gens Caecilia - gens Cassia - gens Claudia - gens Clodia - gens Cornelia - gens Domitia - gens Flavia - gens Hateria - gens Helvia - gens Julia - gens Junia - gens Licinia - gens Lutatia - gens Maria - gens Minatia - gens Pilata - gens Plinia - gens Pompeia - gens Popillia - gens Porcia - gens Quinctilia - gens Sempronia - gens Sergia - gens Silia - gens Suetonia - gens Terentia - gens Tullia - gens Ulpia - gens Valeria - gens Vergilia - gens Vibia - gens Vipsania

## Cognomina
Zie: Lijst van cognomina

## Agnomina
Africanus - Augustus - Ceac- Dalmaticus - Macedonicus - Maximus - Numidicus - Nasica - Nepos - Pius - Postumus - Uticensis - Claudisias

## Filiatie-aanduidingen
Aemilianus - Aurelianus - Cornelianus - Julianus - Livianus - Octavianus - Quintilianus - Sejanus

## Vrouwennamen
Romeinse vrouwen hadden oorspronkelijk geen praenomen maar wel een nomen gentile dat vrouwelijk werd (bv. Aemilia, Julia, Vipsania etc.). Dochters van een patriciër hadden vaak ook het cognomen van hun vader (bijvoorbeeld: Aemilia Lepida, Julia Caesaris, Vipsania Agrippina, Plautia, Scribonia etcetera).
Ook bij hen was het gebruik van maior en minor in zwang.

### Romeinse vrouwennamen
Aelia Paetina - Aemilia Lepida - Antonia Augusta - Claudia Antonia - Claudia Marcella minor - Claudia Octavia - Julia Agrippina minor - Julia Caesaris - Livia Drusilla - Livia Julia - Lucretia - Plautia Urgulanilla - Poppaea - Sextia - Terentia - Valeria Messalina - Vipsania Agrippina - Vipsania Julia Agrippina